# Remete Farkas László
Farkas László, írói nevén Remete Farkas László (Budapest, 1954. január 12. –) volt hivatásos katona, mérnök-tanár, fejlesztő és munkabiztonsági mérnők, szaktanácsos. 2000 után, nyugdíjba vonulását követően közösség-szervező, magyarságkutató, néprajzgyűjtő, hagyományőrző, író, költő.

## Életút
- 1972-1977: Jelesen érettségizett, hivatásos katonai pályára jelentkezett. A Szovjetunióban tanult hadmérnöki szakon, ott kitüntetéses oklevéllel, felsőfokú nyelvvizsgával végzett. Diplomáját honosították. Mérnök főhadnagyként avatták tisztté.
- 1977-1985: MN 7260 kiképző központban szolgált, kiképzői és irányítói-vezetői beosztásokban. Harckocsik és gyalogsági harcjárművek fegyverzeti, elektromos, optikai, irányítás-technikai és kommunikációs rendszereinek üzemeltetése, javítása feladatkörben. Külső előadóként a Zalka Máté Katonai Műszaki Főiskolán is tanított.
- 1985-1991: MN Haditechnikai Intézetnél szolgált, tudományos előadói (fejlesztő mérnöki) beosztásban. Harckocsik javítása és korszerűsítése, diagnosztika és szimuláció témakörben. Részt vett az Egyesített Fegyveres Erők (VSZ) tudományos-technikai munkájában. Értekezésében kidolgozott új eljárását és eszköz-készletét rendszeresítették.
- 1991-1994: MH Anyagi-Technikai Főcsoportfőnökség állományában tevékenykedett, humán- és műszaki biztonsági szakterületen, felügyelői, vezetői és szervezői beosztásokban. Irányította a MH-HM baleseti informatikai rendszer korszerűsítését. Részt vett szakirányú ágazati koncepciók kidolgozásában, a szervezeti rend és képzés átalakításában.
- 1994-2000: Honvédelmi Minisztériumhoz vezényelve teljesített szolgálatot humán-, és műszaki-biztonsági, jogalkotási és szervezet-korszerűsítés szakterületen. 2000-ben katonai mérnök-alezredesként nyugállományba helyezték. Ezt követően katonai életútját lezárta, kapcsolata a honvédséggel megszűnt, katonai témákkal többet nem foglalkozott.
- 2000-2014: Társadalmi szervezeteknél tevékenykedett. Kezdetben állat- és környezetvédelem, hitélet és természet-gyógyászat terén. Majd szociális segítés, honismeret és hagyományőrzés körében. Vezetőként, önkéntesként segítve a szervezet-építést, forrás-szerzést, előadások és nyári táborok lebonyolítását, közösségi oldalak és klubok működtetését.
- 2014-től visszavonult. Azóta, már csak helyi kisközösségek segítőjeként vagy személyi tanácsadóként ténykedik. Idejét főleg magyarság-történeti és néprajzi kutatásokkal, adatgyűjtéssel és kísérleti régészkedéssel, tanulmány- és versírásokkal tölti. Műveit a Magyar Elektronikus Könyvtárban teszi közzé, bárki számára szabadon elérhetően.

## Tanulmányok
- 1968-1972: Budapesti Vörösmarty Mihály Gimnázium (fizika-kémia szak, orosz-latin nyelv, érettségi).
- 1972-1977: Moszkvai Páncélos Katonai Akadémia [ВАБТВ] (páncélos hadmérnöki szak). Okleveles hadmérnöki diplomamunka: Mодернизация системы наведения вооружения машины типа БМП-1 (BMP-1 típusú harcjármű fegyverzet irányító rendszerének korszerűsítése). ВАБТВ, Москва 1977.
- 1981-1983: Budapesti Műszaki Egyetem, Pedagógiai Intézet (mérnöktanár szak). Okleveles mérnöktanári szakdolgozat: A tiszthelyettes hallgatók pályaválasztási attitűdje és pályastabilitása. BME Pedagógiai Intézet 1983.
- 1987-1991: Zrínyi Miklós Katonai Akadémia (hadtudományi tudományos továbbképzés, kandidatúra). Kandidátusi értekezés: Harckocsi-fegyverzet stabilizáló és irányító rendszerek diagnosztikai vizsgálata. TMB Hadtudományi Szakbizottság. Budapest, 1991. (KV 1031). Link: https://opac.uni-nke.hu/webview?infile=details.glu&loid=416485&rs=164572&hitno=1%5B%5D
- 1993-1995: Budapesti Műszaki Egyetem - OMKTI (munkavédelmi szakmérnöki szak). Okleveles munkavédelmi szakmérnöki szakdolgozat: Honvédségi balesetek statisztikai vizsgálata és a periodikusságokon alapuló prognosztikai lehetőségek feltárása. BME-OMKTI. Budapest. 1995.
- 1997-1998: Budapesti Közgazdasági Egyetem (felsővezetői-közszolgálati képzési szak). Okleveles közszolgálati menedzseri szakdolgozat: A honvédelmi ágazat környezetbiztonsági irányítási és felügyeleti rendszerének korszerűsítése. BKE Vezetőképző Intézet. Budapest, 1998.

## Jelentősebb műszaki eredményei
1. Kiképzési segédletek, működő makettek és audiovizuális oktató-programok tervezése és készítése. Szaktantermek és javító-műhelyek létrehozása. Elsősorban a harckocsi és harcjármű elektromos, fegyverzetjavító, irányzó- és éjjellátó berendezés-, valamint a stabilizátor-műszerész szakjavítók képzéséhez. (Hasznosító: MN 7260)
2. „Stabilizátor szerkezettan” tankönyv a páncélos technikus tiszti és különleges technikus tiszthelyettes hallgatói, valamint a stabilizátor-műszerész szakjavító és tartalékos állomány felkészítéséhez. (Hasznosító: ZMKMF, MN 7260)
3. Ellenőrző műszer és segéd-berendezés újítások egyes harcjárművek (T-54, T-55A, PT-76B, PSZH, T-72M, ISz-3) fegyverzet-vezérlő és irányító rendszereinek részegység-vizsgálatához és beszabályozásához. (Hasznosító: MN 7260)
4. Egyes haditechnikai, műszaki, igénybevételi és javítási leírások fordítása, lektorálása, műveletek ellenőrzése. Az átvett technológiák honosítása, illesztése a műhely-gépkocsik felszereltségéhez. (Hasznosító: MN PCGTSZF)
5. Diagnosztikai készülék-készlet tervezése az 1EC10M típusú fegyverzet irányzórendszer vizsgálatához és hiba-felvételezéséhez. (Gyártó: MN GG, Hasznosító: MN PCGTSZF)
6. Diagnosztikai készülék tervezése a TPD-2-49 típusú optikai- és a TPD-K típusú lézer távmérő-irányzótávcső vizsgálatához és beszabályozásához. (Gyártó: MN GG. Hasznosító: MN PCGTSZF)
7. Diagnosztikai készülék tervezése a 2E28M típusú fegyverzet-stabilizáló és irányító rendszer vizsgálatához, hiba-behatárolásához és beszabályozásához. (Gyártó: MN GG. Hasznosító: MN PCGTSZF)
8. Témafelelősként közreműködés katonai (stabilizátor hidraulika és elektromos nagyjavító, harckocsi különleges szerelő, karbantartó és javító, akkumulátor-töltő) műhely-gépkocsik, valamint egyes diagnosztikai berendezéseik fejlesztésében, üzemi és csapatpróbáján. (Hasznosító: MN HTI, MN GG, MN PCGTSZF, MN FVTF).
9. Társ-témafelelősként közreműködés a T-55AM harckocsi modernizálásában, üzemi és haditechnikai ellenőrző vizsgálatában, valamint karbantartó és javító eszközeinek kialakításában. (Hasznosító: MN HTI, MN GG, MN FVTF).
10. Társ-témafelelősként (EFE TT-ben) matematikai modellezés, módszertani algoritmus és mérési eljárás kidolgozása egyes katonai gépjárművek megbontás nélküli diagnosztikai vizsgálatára. (Hasznosító: MN HTI, EFE haderők)
11. Harcjárművek mozgásának és működésének matematikai és számítógépes modellezése. Közreműködés harckocsi és harcjármű személyzetét kiképző szimulátor fejlesztésében. (Hasznosító: MN HTI, AUTÓKUT)
12. A T-72M harckocsi fegyverzet-stabilizáló és irányzó rendszer diagnosztikai és optimum-szabályozási algoritmusának kifejlesztése, a műveletekhez szükséges diagnosztikai eszközök megtervezése. (Hasznosító: MN FVTF)
13. Díjazott MN FVTF haditechnikai pályázatok (1987-88-ban). Önállóan: fegyverzet-stabilizátor pontosságának növelése; változó struktúrájú stabilizátor-rendszer kialakítása; radioaktív izotópos áramforrás; miniatűr páncélelhárító töltet. Társ-pályázóként: irányított energiájú vízi mentesítő töltet, aeroszol robbanóanyag-keverék. (Hasznosító: MN HTI)
14. Társ-feltalálóként: Automatikus nyomatékváltó vezérlőrendszer haszongépjárművek korszerűsítéséhez. Szabadalmi lajstromszám: 216 706. Védettsége 2006-ban megszűnt. (Hasznosító: MH GG)
15. A honvédségi munkabaleseti jelentő, nyilvántartó-kiértékelő algoritmusának kidolgozása. Közreműködés a szoftver kifejlesztésében, és az informatikai rendszer vizsgálataiban. (Hasznosító: MH ATFCSF, MH szervezetei)
16. Szervezet-átalakítási koncepció kidolgozása a honvédelmi ágazat műszaki-, humán- és környezet-biztonsági igazgatási és hatósági-felügyeleti rendszerének korszerűsítésére. (Hasznosító: HM, HVK, MH BTH)
17. A 2E28MC modernizált-digitalizált fegyverzet-stabilizátor rendszer üzemi és haditechnikai ellenőrző vizsgálati technológiájának kidolgozása, részvétel a vizsgálatok végrehajtásában. (Hasznosító: HM Currus Rt)

## Ismertebb nyilvános művei
1. Mozgó harcjárművek fegyverzetének stabilizálása. Honvédelem, 1983/5. Budapest.
2. Stabilizátor szerkezettan I. rész. Tankönyv. MH ZMKMF 1985. Téma: elvi, fizikai és szabályozástani működés. Link: https://opac.uni-nke.hu/webview?infile=authk.glue&style=authk&nh=20&calling_page=hitlist.glu&key=101079%5B%5D
3. A humánkörnyezet-biztonság igazgatási rendszerének korszerűsítése. Tanulmány-gyűjtemény. Válogatás a Honvédelmi Minisztérium 1999. évi kutatási eredményeit összegező tanulmányokból. HM OTF. Budapest, 2000. Link: https://opac.uni-nke.hu/webview?infile=details.glu&loid=263149&rs=164580&hitno=-1%5B%5D
4. Álom és valóság. „Rejtélyes élmények” könyvsorozat (I. könyv). Budapest, 2003. Téma: eltemetett múlt, megérzés, ráérzés, irányított álmok, megálmodott jövő, megvilágosító álmok. Link: http://mek.oszk.hu/12300/12363/
5. Élmény és valóság. „Rejtélyes élmények” könyvsorozat (II. könyv). Budapest, 2003. Téma: emlékek, deja vu, hatodik érzék, előérzetek, különös jelenségek. Életút és alkotások 2003 végéig. Link: http://mek.oszk.hu/12300/12364/
6. Értelem és valóság. „Rejtélyes élmények” könyvsorozat (III. könyv). Téma: spirituális fejlődés, emlékezés és környezet, pszichikus próbálkozások és gyakorlatok, tapasztalatok.  Budapest, 2004. Link: http://mek.oszk.hu/12300/12385/
7. Mágia és valóság. „Rejtélyes élmények” könyvsorozat (IV. könyv). Budapest, 2005. Téma: okkult és „hittel” gyógyítás, paranormális terápiák, holisztikus törekvések, ősi „12-es”, módszer, esetek. Link: http://mek.oszk.hu/12300/12386/
8. Öngyógyítás és valóság. „Rejtélyes élmények” könyvsorozat (V. könyv). Budapest, 2006. Téma: IBS betegség, tisztítás, diéta, meridián- és masszázs-terápiák, kúrák, tréningek, rítusok. Link: http://mek.oszk.hu/12400/12431/
9. Hit és valóság. „Rejtélyes élmények” könyvsorozat (VI. könyv). Budapest, 2007. Téma: hit és vallás megújulása, wicca vagy boszorkány, magyarországi újpogány irányzatok.  Pannon Rend. Link: http://mek.oszk.hu/12400/12432/
10. Kereszt és valóság. „Rejtélyes élmények” könyvsorozat (VII. könyv). Budapest, 2008. Téma: pannon univerzalizmus, hitvallások és képzetek, hitelvek és parancsok, keresztényi kétségek. Link: http://mek.oszk.hu/12400/12433/
11. Aranyszarvas – Csodaszarvas. „Magyarság hagyománya és története” könyvsorozat (I. kötet): Budapest, 2009. Téma: magyar vonatkozású csodaszarvas-mondák, rokon-népek „szarvasai”. Link: http://mek.oszk.hu/12200/12225/
12. Csodaszarvas - Aranyszarvas. A 2009-ben íródott „Aranyszarvas – Csodaszarvas” kötet folytatása. Budapest, 2018. Téma: új gyűjtésű szarvasos legendák, magyar családi címerek. Link: http://mek.oszk.hu/18100/18194/
13. Magyarok eredete. „Magyarság hagyománya és története” könyvsorozat (II. kötet). Budapest, 2010.Téma: Kárpát-medence és a magyarság, magyarok visszatérései a régi leírásokban. Link: http://mek.oszk.hu/12200/12246/
14. Magyarság kincsei. „Magyarság hagyománya és története” könyvsorozat (III. kötet). Budapest, 2010-2012. Téma: nyelvrokonság, székelyek eredete, rovásírás, magyar korona szimbolikája. Link: http://mek.oszk.hu/12300/12318/
15. Hungarok és magyarok viselt dolgai. (Gesta Hungarorum et Magyarorum). „Magyarság hagyománya és története” könyvsorozat (IV. kötet): Budapest, 2013. Téma: magyarság-krónika versben. Link: http://mek.oszk.hu/12200/12235/
16. Egy ősi magyar dallam nyomában. „Magyarság hagyománya és története” könyvsorozat (V. kötet): Budapest, 2017. Téma: egy ősi, kvintváltós, lá-végű pentaton dallam feltárása. Link: http://mek.oszk.hu/17500/17535
17. Régi magyar kenyérsütő kemencék. „Magyarság hagyománya és története” könyvsorozat (VI. kötet). Budapest, 2018. Téma: Kárpát-medencei kenyérsütő kemence-változatok. Link: http://mek.oszk.hu/17700/17768/
18. Magyar népies kalendárium. „Régies magyar kalendárium” könyvsorozat (I. kötet). Budapest, 2013. Téma: népköltések alapján „saját verses faragású” napi intelmek, emlékeztetők, csíziók. Link: http://mek.oszk.hu/12200/12226/
19. Magyar népies igézők és ráolvasók. „Régies magyar kalendárium” könyvsorozat (II. kötet). Téma: népköltések alapján írt verses imák, fohászok, rigmusok, igézők, napi regulák. Budapest, 2014. Link: http://mek.oszk.hu/13700/13737/
20. Magyar népies szokások és rítusok. „Régies magyar kalendárium” könyvsorozat (III. kötet). Budapest, 2014. Téma: népköltések alapján írt verses kántálók, ráolvasók, rituálék és jelképek. Link: http://mek.oszk.hu/13700/13738/
21. Magyar népies, ritka regulák és rítusok. „Régies magyar kalendárium” könyvsorozat (IV. kötet). Budapest, 2017. Téma: gyűjtések alapján írt verses regulák, babonák és rítusok. Link: http://mek.oszk.hu/16800/16868/index.phtml
22. Állandó, mindennapos kalendárium. „Régies magyar kalendárium” könyvsorozat (V. kötet). Budapest, 2018. Téma: rendszeres napi hagyományok, hiedelmek és szokások. Link: http://mek.oszk.hu/18700/18779
23. Változó, mindennapos kalendárium. „Régies magyar kalendárium” könyvsorozat (VI. kötet). Budapest, 2018. Téma: változó dátumú, jeles- és köznapok életkép-szerű leírása. Link: http://mek.oszk.hu/18700/18780
24. Magyaros és tájjellegű hagyományos kolbászok. „Kárpát-medencei magyaros konyha” könyvsorozat (I. kötet). Budapest, 2015. Téma: hagyományos kolbászkészítése, közel félszáz recept. Link: http://mek.oszk.hu/15900/15912/
25. Magyaros és tájjellegű különleges kolbászok.  „Kárpát-medencei magyaros konyha” könyvsorozat (II. kötet). Budapest, 2015. Téma: különleges készítésű és fűszerezésű kolbászfélék, receptek. Link: http://mek.oszk.hu/15900/15913/
26. Magyaros és tájjellegű vagdaltak, ál-kolbászok. „Kárpát-medencei magyaros konyha” könyvsorozat (III. kötet). Téma: zöldséges, magos és böjti kolbászok és vagdaltak. Budapest, 2016. Link: http://mek.oszk.hu/15900/15914/
27. Magyaros és tájjellegű prés- és kenő-hurkák. „Kárpát-medencei magyaros konyha” könyvsorozat (IV. kötet). Budapest, 2016. Téma: hurka-fogalmak, hurka-készítés, disznósajtok, kenőmájasok. Link: http://mek.oszk.hu/15900/15928/
28. Magyaros és tájjellegű hurka- és kásafélék. „Kárpát-medencei magyaros konyha” könyvsorozat (V. kötet). Budapest, 2016. Téma: kásás töltött és tepsis hurkák és gömböcök készítése, receptek. Link: http://mek.oszk.hu/15900/15929/
29. Magyaros és tájjellegű kenyerek készítése. „Kárpát-medencei magyaros konyha” könyvsorozat (VI. kötet). Budapest, 2016. Téma: hagyományos kenyérfélék készítése, alapanyagok. Link: http://mek.oszk.hu/15900/15930/
30. Magyaros és tájjellegű házi kenyér-kelesztők. „Kárpát-medencei magyaros konyha” könyvsorozat (VII. kötet). Budapest, 2016. Téma: lazítók, házi készítésű régies kovászok és élesztők. Link: http://mek.oszk.hu/16100/16184
31. Magyaros és tájjellegű házi kenyérsütés. „Kárpát-medencei magyaros konyha” könyvsorozat (VIII. kötet). Budapest, 2016. Téma: hagyományos házi kenyerek készítése, régi receptek. Link: http://mek.oszk.hu/16100/16185
32. Magyaros és tájjellegű házi erjesztett italok. „Kárpát-medencei magyaros konyha” könyvsorozat (IX. kötet). Budapest, 2016. Téma: régi erjesztett italaink, általános leírás és készítési módszerek. Link: http://mek.oszk.hu/16500/16546
33. Magyaros és tájjellegű házi borok készítése. „Kárpát-medencei magyaros konyha” könyvsorozat (X. kötet). Budapest, 2016. Téma: tájjellegű szőlő és gyümölcsborok házi készítése, receptek. Link: http://mek.oszk.hu/16500/16547
34. Magyaros és tájjellegű házi sör-italok készítése. „Kárpát-medencei magyaros konyha” könyvsorozat (XI. kötet). Budapest, 2017. Téma: tájjellegű sörszerű italok készítése, receptek. Link: http://mek.oszk.hu/16600/16669
35. Magyaros és tájjellegű házi pálinkafélék készítése. „Kárpát-medencei magyaros konyha” könyvsorozat (XII. kötet). Budapest, 2017. Téma: régies tömény szeszes italok házi készítése, receptek. Link: http://mek.oszk.hu/16700/16768
36. Magyaros és tájjellegű régi leves-változatok. „Kárpát-medencei magyaros konyha” könyvsorozat (XIII. kötet). Budapest, 2017. Téma: korabeli alap-levek, leves-alapok, sűrítések, betétek. Link: http://mek.oszk.hu/17000/17073
37. Magyaros és tájjellegű leves-régiségek. „Kárpát-medencei magyaros konyha” könyvsorozat (XIV. kötet). Budapest, 2017. Téma: régies „lék”, levesek és kocsonyák készítése, receptek. Link: http://mek.oszk.hu/17100/17178
38. Magyaros és tájjellegű öntet-változatok. „Kárpát-medencei magyaros konyha” könyvsorozat (XV. kötet). Budapest, 2018. Téma: régies levek, szószok és mártások készítése, receptek. Link: http://mek.oszk.hu/18300/18358
39. Magyaros és tájjellegű régi tejtermékek. „Kárpát-medencei magyaros konyha” könyvsorozat (XVI. kötet). Budapest, 2018. Téma: Tejszín, aludt-tej, tejföl, szerdék, jogurt, vaj, túró, sajt készítése. Link: http://mek.oszk.hu/18900/18987
40. Párkereső tanmesék idősebbeknek. Budapest, 2017. Téma: valóságon alapuló történetek arról, hogyan lehet ismerkedni, kapcsolatot teremteni, teljes életet élni, „újra fiatalnak lenni”. Link: http://mek.oszk.hu/17000/17076
41. Régi, szentestei vacsorák böjtös levesei. „Kárpát-medencei ünnepi ételek” könyvsorozat (I. kötet). Budapest, 2018. Téma: tájak, népcsoportok karácsony-böjtesti leves-étkei. Link: http://mek.oszk.hu/17900/17954/
42. Régi, szentestei vacsorák böjtös főétkei, süteményei. „Kárpát-medencei ünnepi ételek” könyvsorozat (II. kötet). Budapest, 2018. Téma: egykori karácsony-böjtesti főfogások. Link: http://mek.oszk.hu/17900/17955/
43. Zsiradékok korabeli felhasználása. „Régies, házi alkímia” könyvsorozat (I. kötet). Budapest, 2019. Téma: zsiradék kinyerése, tisztítása. Kenőcs, kence, balzsam, festék, tapasz, gyertya és szappan készítése. Link: http://mek.oszk.hu/18900/18992
44. Élelmiszerek korabeli tartósítása. „Régies, házi alkímia” könyvsorozat (II. kötet). Budapest, 2019. Téma: tárolási és tartósítási eljárások. Módszerek, tanácsok és korabeli receptek. Link: http://mek.oszk.hu/19000/19078/